# Linden am Augustusweg
Die Linden am Augustusweg in Dresden sind zwei nahe beieinander stehende Gruppen von Lindenbäumen, die als Naturdenkmal (ND 60) ausgewiesen sind. Sie stehen im Stadtteil Hellerberge in der Umgebung des früheren Hellergutes, südöstlich der Anschlussstelle Dresden-Hellerau der Bundesautobahn 4.

## Geographie

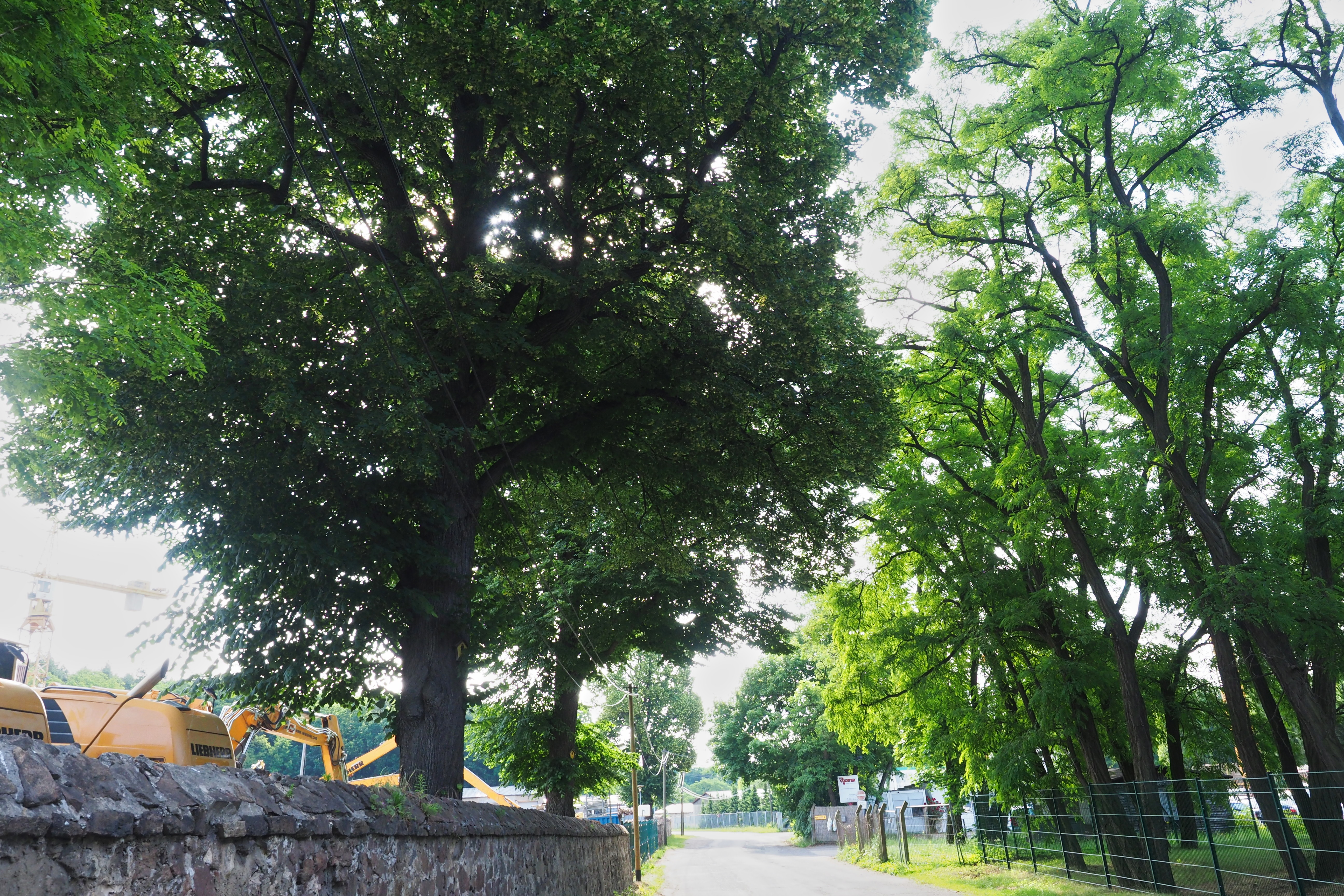
Zwei der Linden (links) beim ehemaligen Hellergut

Die erste Lindengruppe, bestehend aus fünf Exemplaren, steht beidseits des Augustuswegs auf Höhe eines Baumaschinenhandels und einer Spedition, wo sich früher das Hellergut befand. Die zweite Lindengruppe steht etwa 200 Meter weiter östlich an der nördlichen Straßenseite. Zusammen mit weiteren Straßenbäumen prägen sie „in markanter Weise“ diesen Abschnitt des Augustuswegs.
Der Augustusweg ist Teil einer historischen Wegeverbindung zwischen Meißen und Stolpen, das mit der Burg Stolpen seit dem 15. Jahrhundert Residenz der Bischöfe von Meißen war. In Radebeul, in den Stadtteilen Serkowitz und Oberlößnitz, ist der dortige Bischofsweg eine wichtige Innerortsstraße. Am Ortsrand von Oberlößnitz tritt die Straße in die Junge Heide ein, den kleineren westlichen Teil der Dresdner Heide. Nach passieren der Stadtgrenze verläuft der Augustusweg für rund 600 Meter im Norden des Dresdner Stadtteils Trachau weiterhin durch die Junge Heide, bevor er kurzzeitig das Stadtgebiet verlässt und entlang des südlichen Siedlungsrands von Boxdorf die Boxdorfer Baumwiese passiert. Beim Wiedereintritt in Dresdner Stadtgebiet führt der Augustusweg im Stadtteil Hellerberge als Waldweg erneut durch die Junge Heide, bevor er durch die Autobahn in der Nähe der Anschlussstelle Dresden-Hellerau (Nr. 81a) unterbrochen wird. Südlich der Anschlussstelle, etwa 2,5 km Luftlinie vom Trachauer Ende entfernt, setzt sich der Augustusweg in Form einer befestigten Straße fort, ist jedoch nur über die (stadtauswärts) nach Norden zur Autobahn hinführenden Richtungsfahrbahn der Bundesstraße 170 erreichbar. An diesem Teilstück des Augustuswegs stehen die beiden Lindengruppen. In Form eines unbefestigten Waldwegs durchquert der Augustusweg die Heide weiter bis nach Hellerau.

## Schutzgegenstand
Die Unterschutzstellung erfolgte am 1. Februar 1941 durch das Regierungspräsidium der Kreishauptmannschaft Dresden-Bautzen. Geschützt wurden 8 Bäume in der ersten Gruppe (am Hellergut) sowie 3 Bäume in der zweiten Gruppe. Ende 2021 waren von der ersten Gruppe noch 5 Bäume vorhanden.
Die Bäume weisen einen Stammumfang zwischen 2,40 Meter und 3,60 Meter auf und erreichen Höhen von etwa 18 bis 22 Metern. Die Kronendurchmesser liegen bei 12 bis 18 Metern.